# Naqqarkhana

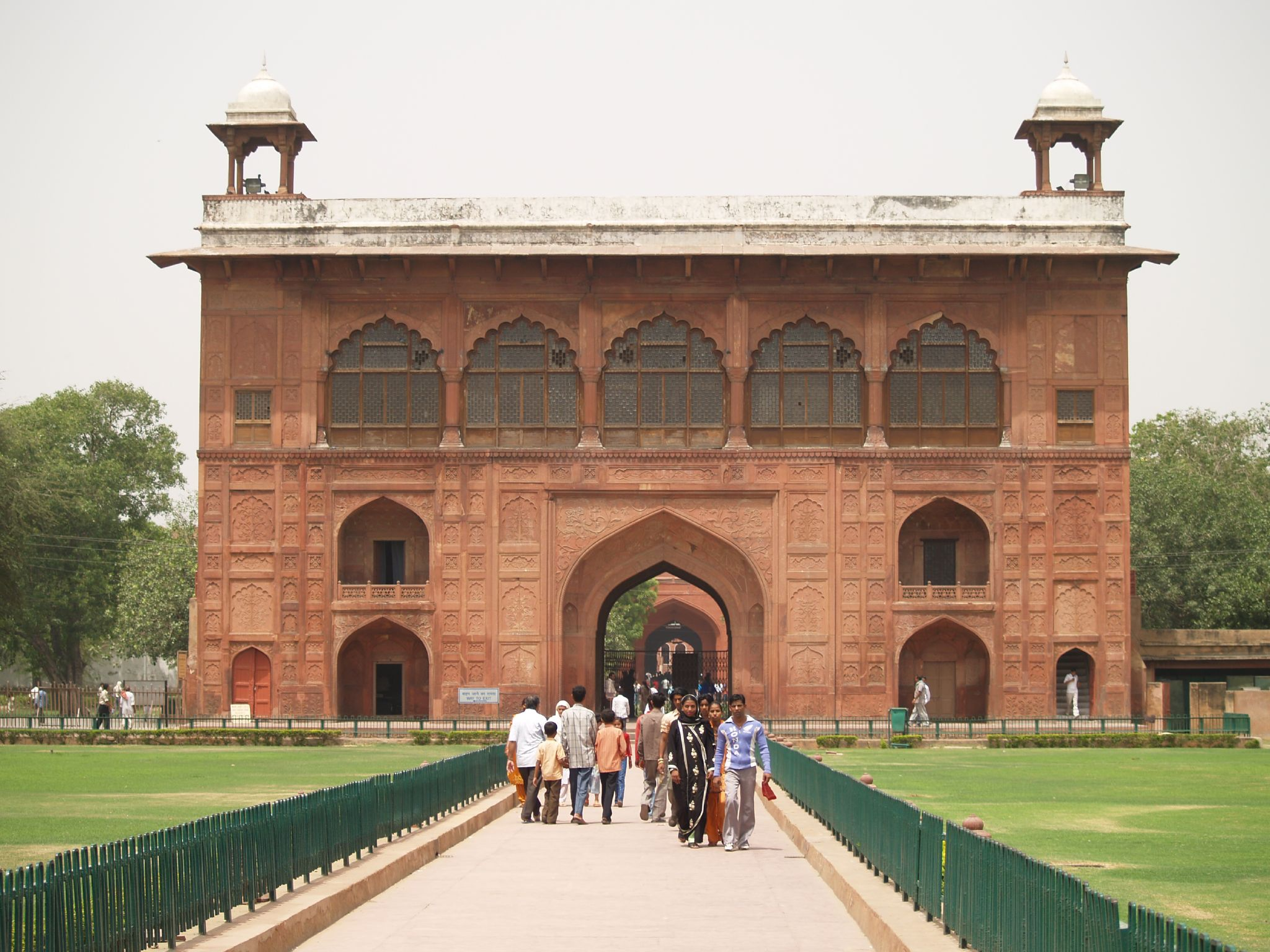
Naqqarkhana im Roten Fort von Delhi (um 1650)

Ein Naqqarkhana (Hindi नक़्क़ार ख़ाना, Urdu نقّار خانہ) oder Naubat Khana (Hindi: नौबत ख़ाना, Urdu نوبت خانہ) bezeichnet in der persisch-indischen Kultur ein ‚Trommelhaus‘ und das dazugehörige Palastorchester, das im Hofzeremoniell bei Empfängen oder auch nur zur Unterhaltung des Herrschers, seiner Gäste und der Damen genutzt wurde.

## Etymologie
Der Name ist abgeleitet vom arabischen Wort naqqara (arabisch نقارة, DMG naqqāra), manchmal auch naghara oder nakkare geschrieben, das „Zeremonialtrommel“ bedeutet. Naqqarkhana (naqqara khana) oder naubat (nobat) bezeichnen das Orchester, in welchem außer Trommlern auch Spieler der Langtrompete karna, der Trompete nafir, der Kegeloboe shehnai und andere Musikanten tätig waren. Naubat („neun Spieler“) hat sich bis heute als Name des klassisch-indischen shehnai-Ensembles erhalten, zu dem neben der melodieführenden shehnai weitere shehnais und das Trommelpaar duggi oder zunehmend die tabla gehören.

## Geschichte
Zur Zeit des Kalifats besaßen nur die jeweiligen Herrscher das Recht, ein Palastorchester zu unterhalten; später war dies ebenfalls den Provinzgouverneuren erlaubt. Ein Bericht aus Persien aus dem 17. Jahrhundert erwähnt einen erhöhten Standort des Orchesters. Die indischen Mogul-Herrscher übernahmen – neben persischen Architekten und Hofbeamten – weitgehend auch das persische Hofzeremoniell. Der früheste bekannte Bau eines Naqqarkhana in Indien steht in Fatehpur Sikri, einer Gründung des Großmoguls Akbar I.

## Architektur
Während aus Persien und den angrenzenden Gebieten keine eigenständigen Gebäude (mehr) bekannt sind, sind die indischen Beispiele allesamt zweigeschossig, wobei das Untergeschoss häufig nur als Durchgang und eventuell als Wachraum diente. Das eigentliche musikalische Geschehen fand im Obergeschoss statt, dessen durchgehender Raum in der Frühzeit offen blieb, später jedoch mit hölzernen oder steinernen Fenstergittern (jalis) geschlossen wurde, so dass die Musikanten keine neugierigen Blicke nach außen werfen und so von ihrem Spiel abgelenkt werden konnten. In nahezu allen erhaltenen Bauten findet sich mehr oder weniger deutlich ein repräsentatives Triumphbogenschema.

## Beispiele
Bei zweien der gezeigten Beispiele ist die ehemalige Funktion nicht eindeutig geklärt.

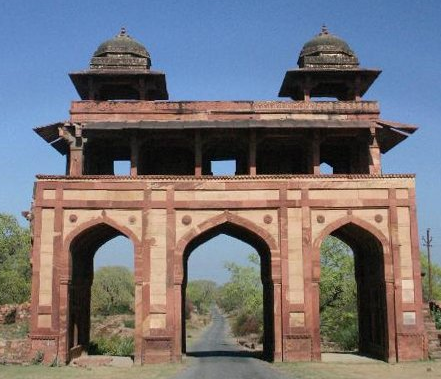
Naqqarkhana von Fatehpur Sikri (um 1580)
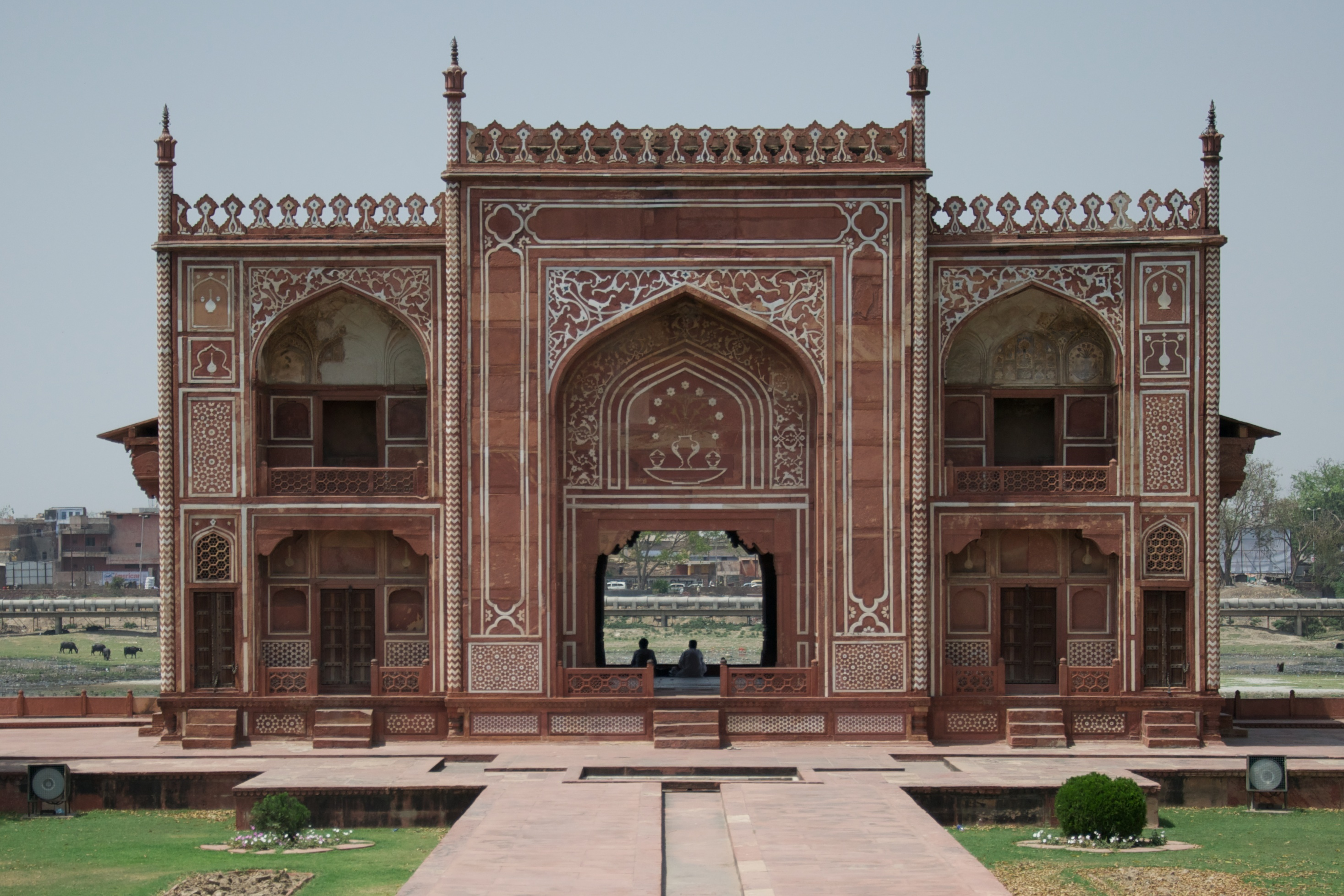
Naqqarkhana (?) am Itimad-ud-Daula-Mausoleum, Agra (um 1625)
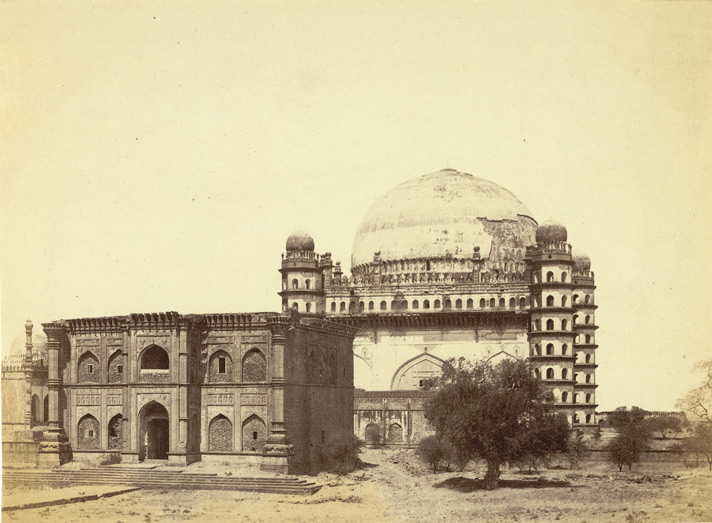
Naqqarkhana vor dem Gol Gumbaz, Bijapur (um 1650)
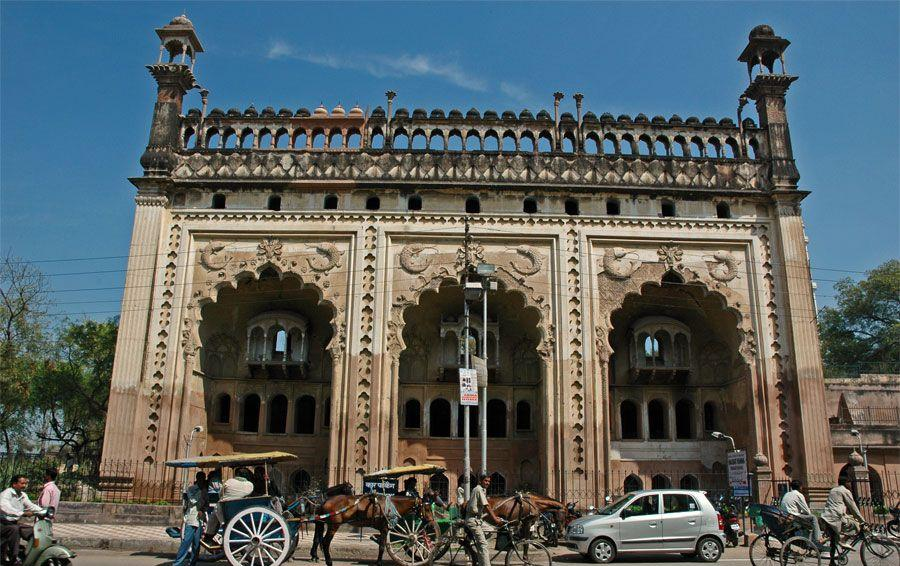
Naqqarkhana (?) am Bara Imambara-Palast, Lucknow (um 1790)